# Clinidium
Clinidium — род ризодид из подсемейства Rhysodinae. В роде описано 64 вида.

## Распространение
Некоторые виды распространены в Северной Америке, а также по одному в Европе и Японии.

## Описание
Глаза самцов очень узкие и вытянутые, с очень маленькими фасетками, у самок отсутствуют. Надкрылья вдавлены по шву.

## Систематика
В составе рода:
- Clinidium canaliculatum (O.G. Costa, 1839)